# Monte Cassinó-i csata
A Monte Cassinó-i csata a második világháborúban a szövetségesek és a tengelyhatalmak között zajlott 1944 elején Monte Cassino hegyén.
Az Itália területén harcoló szövetséges csapatok 1944. januárban beleütköztek a Gustav-vonalba, amelyet a németek Rómától délre, a hegyeken alakítottak ki. A Gustav-vonal aknavetőkkel telezsúfolt betonbunkerekből, aknamezőkből, szögesdrót akadályokból és géppuskafészekből állt.

### Első csata
A szövetséges csapatok 1944. január 17-én intéztek első ízben támadást a monostor és az alatta fekvő kisváros ellen. A német hadsereg feltartotta a rohamot. Kesselring pedig a térségbe rendelte a Róma mellett állomásozó 19. és 90. páncélgránátos hadosztályt. Január 20-án az amerikai 36. hadosztály is bekapcsolódott a harcokba így átmenetileg a támadók kerültek fölénybe, de másnap megérkezett a két német páncélgránátos alakulat, amelyek feltartóztatták a rohamokat. A brit 10. hadtest a csatában mintegy 4000 katonát, az amerikaiak pedig alig 48 óra alatt 2100 főt veszítettek, az áttörés azonban sikertelen volt.
Január 22-én az amerikai 1. páncélos és három gyaloghadosztály partra szállt a Rómától 50 kilométerre lévő Anzio mellett, hogy a Gustav-vonalat megkerülve indítson támadást Róma irányába. A németeket ugyan meglepte az újabb amerikai partraszállás, de villámgyors átcsoportosításokkal sikerült elszigetelniük a viszonylag szűk hídfőt, és az amerikai támadás kudarcba fulladt.

### Második csata
Harold Alexander tábornok, az olasz front főparancsnoka több sikertelen támadást is intézett Monte Cassino irányába a Liri-völgyön keresztül, de csapatai súlyos veszteségeket szenvedtek. Az angolok úgy vélték, hogy műemléket a németek megerősítették és megfigyelő állásnak használják a falak közül irányítva a védekező harcokat, így meghatározó jelentőségű célpontként tekintettek rá.
1944 február 15-én a szövetséges légierő pusztító bombatámadást intézett a monostor ellen, mintegy 230 bombázó közel 1150 tonna bombát dobott le. A monostor szörnyű károkat szenvedett, de Alexander tábornok az alkalommal óriásit tévedett: a németek ugyanis nem használták azt főhadiszállásként, ellenben a gyalogság gyorsan megszállta a romokat, amelyek remek védelmi állásnak bizonyultak. Február 17-én újabb csata bontakozott ki, amelyben a brit parancsnokság remélte, hogy a hegyi hadviselésben tapasztalt különleges alakulatok győzelmet hozhatnak a támadók számára, de az áttörés ez alkalommal sem sikerült, így másnap visszarendelték a kivérzett egységeket.

### Harmadik csata
A Monte Cassinó-i monostorért vívott véres és eredménytelen harcok elkeserítették a szövetségeseket, de nem adhatták fel a küzdelmet. 1944 március 15-én új rohamra indultak az elátkozott célpont ellen, az offenzívát megsemmisítő tüzérségi előkészítés és nagyarányú légitámadás előzte meg. A britek oldalán bevetésre kerültek az új-zélandi és az indiai hadosztályok, de a német 1. ejtőernyős hadosztály újra visszaverte a sorozatos támadásokat. Március 23-ra Alexander tábornok egységei olyan súlyos vereséget szenvedtek, hogy az kénytelen volt leállítani a hadműveletet.

### A győzelem
A szövetséges csapatok június 4-én, két nappal a partraszállás előtt bevonultak Rómába. Az olasz fővárosért nagy árat fizettek az angolszász nagyhatalmak, a siker több mint 40 000 emberükbe került, szemben a 20 000 fős német veszteséggel.